# Aéroport de Benalla
Ne doit pas être confondu avec Affaire Benalla.
L’aéroport de Benalla (code IATA : BLN • code OACI : YBLA) est situé à Benalla en Australie.

## Histoire
Entre 1941 et 1945, l'aéroport de Benalla a servi de base à la No. 11 Elementary Flying Training School RAAF (en).